# Michael Shanks
Michael Garrett Shanks (Vancouver, 15 dicembre 1970) è un attore canadese.
È principalmente noto per il ruolo di Daniel Jackson nella serie televisiva Stargate SG-1 e di Charlie Harris in Saving Hope.

## Biografia

### Carriera
Dopo la laurea all'Università della Columbia Britannica in discipline umanistiche in belle arti nel 1994, Shanks lavorò in parecchi stage di produzione, compreso un apprendistato di due anni con il prestigioso Festival di Stratford in Ontario. È apparso in serie televisive quali Highlander, University Hospital, e Oltre i limiti. Interpretò anche i film tv Dietro il silenzio di mio figlio e  Il richiamo della foresta prima di accettare il suo ruolo in Stargate SG-1.
Shanks ha interpretato Daniel Jackson fino alla quinta stagione prima di lasciare la serie apparentemente citando il ruolo secondario del suo personaggio. Ha fatto diverse comparse durante la sesta stagione fino a ritornare come star principale, grazie ad una campagna supportata dai fan, per la settima e le successive stagioni.
Nel 2002 ha partecipato alla co-produzione di Sumuru, un film di fantascienza, interpretando l'astronauta Adam Wade. Fece anche l'audizione per il ruolo di Shinzon in Star Trek - La nemesi. Ha dato, inoltre, voce al personaggio Thor della serie Stargate SG-1

### Vita privata
Il 2 agosto 2003 Shanks ha sposato l'attrice Lexa Doig da cui ha avuto due figli: Mia Tabitha nata il 13 settembre 2004 e Samuel David nato il 19 marzo 2006. Shanks ha anche un'altra figlia, Tatiana, nata nell'agosto 1998 dalla relazione con la modella ed attrice Vaitiare Bandera.
Anche il suo migliore amico Christopher Judge fa parte del cast di Stargate SG-1.

## Filmografia

### Cinema
- Suspicious River, regia di Lynne Stopkewich (2000)
- Mr. Fortune's Smile, regia di Bruce Marchfelder (2000)
- Suddenly Naked, regia di Anne Wheeler (2001)
- Sumuru, regia di Darrell Roodt (2003)
- Attacco glaciale (Arctic Blast), regia di Brian Trenchard-Smith (2010)
- Cappuccetto rosso sangue (Red Riding Hood), regia di Catherine Hardwicke (2011)
- Tactical Force - Teste di cuoio (Tactical Force), regia di Adamo P. Cultraro (2011)
- Faces in the Crowd - Frammenti di un omicidio (Faces in the Crowd), regia di Julien Magnat (2011)
- Bouquet - Il profumo della vita (The Bouquet), regia di Anne Wheeler (2013)
- 13 Eerie, regia di Lowell Dean (2013)
- Elysium, regia di Neill Blomkamp (2013)
- Time Cut, regia di Hannah Macpherson (2024)

### Televisione
- Highlander – serie TV, episodi 2x6 (1993)
- Il commissario Scali (The Commish) – serie TV, episodi 3x6 (1993)
- Madison – serie TV, episodi 2x5 (1993)
- Dietro il silenzio di mio figlio (A Family Divided), regia di Donald Wrye - film TV (1995)
- University Hospital – serie TV, episodi 1x9 (1995)
- Il richiamo della foresta (The Call of the Wild: Dog of the Yukon), regia di Peter Svatek - film TV (1997)
- Fuga da Marte (Escape from Mars), regia di Neill Fearnley - film TV (1999)
- Oltre i limiti (The Outer Limits) – serie TV, episodi 4x15-6x4 (1998-2000)
- Ombre dal passato (All Around the Town), regia di Paolo Barzman - film TV (2002)
- Il venditore dell'anno (Door to Door), regia di Steven Schachter - film TV (2002)
- The Chris Isaak Show – serie TV, episodi 2x14 (2002)
- The Twilight Zone – serie TV, episodi 1x3 (2002)
- Andromeda – serie TV, episodi 1x20-3x21 (2001-2003)
- Swarmed - Lo sciame della paura (Swarmed), regia di Paul Ziller - film TV (2005)
- CSI: Miami – serie TV, episodi 4x11 (2005)
- Appuntamento sotto il vischio (Under the Mistletoe), regia di George Mendeluk - film TV (2006)
- Stargate SG-1 – serie TV, 196 episodi (1997-2007)
- Judicial Indiscretion, regia di George Mendeluk - film TV (2007)
- 24 – serie TV, episodi 6x20-6x21-6x22 (2007)
- Mega Snake, regia di Tibor Takács - film TV (2007)
- Eureka – serie TV, episodi 2x12 (2005)
- Stargate: L'arca della verità (Stargate: The Ark of Truth), regia di Robert C. Cooper - film TV (2008)
- Stargate: Continuum, regia di Martin Wood - film TV (2008)
- Stargate Atlantis (Stargate: Atlantis) – serie TV, episodi 1x1-5x10-5x11 (2004-2008)
- The Lost Treasure of the Grand Canyon, regia di Farhad Mann - film TV (2008)
- Burn Notice - Duro a morire (Burn Notice) – serie TV, 4 episodi (2008-2009)
- Vivere fino alla fine (Living Out Loud), regia di Anne Wheeler - film TV (2009)
- Stargate SG-1: Children of the Gods - Final Cut, regia di Mario Azzopardi - film TV (2009)
- Sanctuary – serie TV, episodi 2x9 (2009)
- In fuga dal nemico (Desperate Escape), regia di George Mendeluk - film TV (2009)
- Supernatural – serie TV, episodi 5x17 (2010)
- SGU Stargate Universe – serie TV, 4 episodi (2009-2010)
- La strana coppia (The Good Guys) – serie TV, episodi 1x18 (2010)
- Tower Prep – serie TV, episodi 1x6 (2010)
- Smallville – serie TV, 4 episodi (2010)
- Endgame – serie TV, episodi 1x3 (2011)
- Christmas Lodge, regia di Terry Ingram - film TV (2011)
- L'ultima preghiera (The Pastor's Wife), regia di Norma Bailey (2011)
- Flashpoint – serie TV, episodi 4x16 (2011)
- Captain Starship – serie TV (2011)
- Professor Young (Mr. Young) – serie TV, episodi 2x21 (2012)
- Mr. Hockey: The Gordie Howe Story, regia di Andy Mikita - film TV (2013)
- Come un fiore a primavera (Hearts of Spring), regia di Marita Grabiak - film TV (2016)
- Saving Hope – serie TV, 85 episodi (2012-2017)
- Un Natale per ricominciare (Christmas Homecoming), regia di Paul A. Kaufman - film TV (2017)
- The Detectives – serie TV, episodi 2x6 (2018)
- Unspeakable – miniserie TV, 8 episodi (2019)
- The College Admissions Scandal, regia di Adam Salky - film TV (2019)
- Virgin River – serie TV, episodi 1x6-1x10 (2019)
- Altered Carbon – serie TV, episodi 2x1-2x4-2x7 (2020)
- Project Blue Book – serie TV, episodi 2x9 (2020)

## Doppiatori italiani
Nelle versioni in italiano delle opere in cui ha recitato, Michael Shanks è stato doppiato da:
- Vittorio De Angelis in Stargate SG- 1, Stargate - L'arca della verità, Stargate Continuum, Stargate Atlantis
- Alberto Bognanni in Swarmed - Lo sciame della paura, Faces in the Crowd - Frammenti di un omicidio
- Fabrizio Pucci ne Il venditore dell'anno, Cappuccetto Rosso Sangue
- Domenico Strati in Supernatural
- Alberto Angrisano in Smallville
- Andrea Lavagnino in Saving Hope
- Massimiliano Manfredi in CSI: Miami
- Tony Sansone in Burn Notice - Duro a morire (ep. 2x06)
- Teo Bellia in Burn Notice - Duro a morire (ep. 2x14-16)
- Vittorio Guerrieri in 24
- Matteo Zanotti in Professor Young
- Oreste Baldini in Elysium
- Massimo De Ambrosis in Altered Carbon
- Simone Mori in Virgin River
- Francesco Prando in The Good Doctor
- Enrico Di Troia in Time Cut